# 尼尔森·鲍勃
尼尔森·鲍勃（英語：Nelson Bobb，1924年2月25日—2003年12月8日），美国NBA联盟前职业篮球运动员。